# Src-протеїнкінази

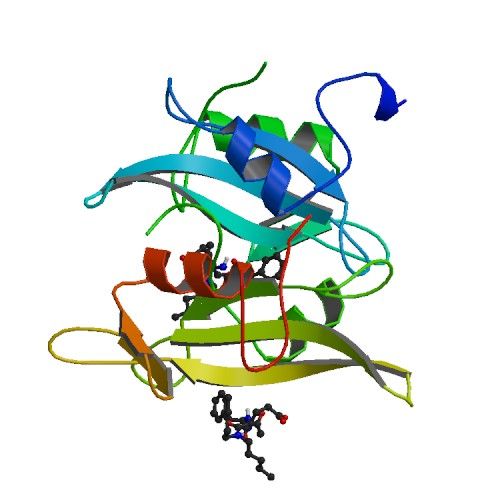
Стрічкова структура вірусного гомологу V-src

Src — родина протоонкогенних тирозинових кіназ, описана Майклом Бішопом і Гарольном Вармусом в 1980 році. Відкриття цих білків стало важливим інструментом розуміння раку як хвороби, при якій порушується нормальна передача сигналів клітиною.
Родина поділяється на 3 підродини:
- підродина SrcA: SRC, YES1, FYN, FGR
- підродина SrcB: LCK, HCK, BLK, LYN
- підродина Frk містить тільки один білок FRK